# Obwodnica Sochaczewa
Obwodnica Sochaczewa – droga omijająca od południa miasto Sochaczew, znajdująca się w ciągu dróg krajowych nr 50 i nr 92. Jest to droga jednojezdniowa, miejscami przebiega na terenie miasta. Obwodnica została oddana do ruchu w grudniu 2003 roku, aby odciążyć centrum Sochaczewa od ruchu tranzytowego. Przed otwarciem odcinka autostrady A2 Stryków (Łódź) – Konotopa (Warszawa) obwodnica stanowiła fragment drogi krajowej nr 2 oraz trasy europejskiej E30.